# Славко Јовановић
Славко Јовановић (1887-1962) је први српски сниматељ, родом из места Сефкерин.

## Живот и стваралаштво
Славко, од оца Јосифа и мајке Персиде је први српски кинооператер, први српски филмски сниматељ, али и први који је урадио снимање у покрету у историји кинематографије уопште. Пре него што је започео посао сниматеља, био је часовничар, и имао је своју часовничарску радњу у Београду, надомак хотела Москва. Учествовао је у снимању првог српског играног филма, а и краљ Петар I Карађорђевић га је запослио на свом двору као кинооператера.
Године 1908. у кафани „Таково“ на Теразијама, разболео се мађарски кинооператер, те се власник  обратио се Јовановићу, који се одмах прихватио посла те га је тако да ће добио. Првобитно је радио као помоћник Беле Готлиба, а потом као самостални кинооператер у биоскопима Таково и Париз. На тај начин Славко Јовановић је постао први српски кинооператер. Плата код краља је износила један дукат по пројекцији. За потребе журнала, 1910. године је снимао поплаву реке Саве у Карађорђевој и Душановој улици.

## Филмови
- „Живот и дело бесмртног вожда Карађорђа“, Чича Илија Станојевић, 1911.
- Долазак првих српских рањеника у Београд 1912.
- Долазак турских заробљеника у Београд 1912.
- Сахрана мајора Јовановића 1912,
- Погреб руског посланика Hартвига 1914
- Полагање заклетве регрута Вардарске дивизије 1914.

## Улазак у историју светске кинематографије
У рано јутро у Кнез Михајловој Славко Јовановић, 23. августа 1913.,године прави први фар, то јест снимање у покрету, поводом спремања тријумфалне параде и свечаног откривања споменика Карађорђу на Калемегдану. Смишљао је како би параду могао да снима у цугу, затим је кадар снимио камером учвршћеном на платформу аутомобила, издигнутом метар и по од тла. Славко је  успео да покреће камеру лево и десно а први кадар у историји кинематографије снимљен у покрету траје два и по минута и чини део документарне филмске репортаже „Повратак српских победника”.

## Оснивање предузећа и повлачење из кинематографије
Јовановић 1923. године оснива предузеће „Мачва филм“ у чијој продукцији је желео о да сними филм „Хајдук Станко“ по роману Јанка Веселиновића. Пожар који је избио му је уништио књигу снимања и декор, и након овог догађаја Славко се вратио свом првобитном занату прецизног механичара и часовничара. Његово последње ангажовање на филму било је за потребе снимања филма Качаци у Топчидеру 1924., чија се реализација у јавности никада није десила. Славко је умро у Београду 1962. у 75. години живота.

## Материјал Славка Јовановића
Славкове снимљене материјале у трајању око 30 минута данас чува Југословенска кинотека у Београду.